# Pawieł Dubinda
Pawieł Christoforowicz Dubinda, ros. Павел Христофорович Дубинда, ukr. Павло Христофорович Дубинда, Pawło Chrystoforowycz Dubynda (ur. 12 lipca?/25 lipca 1914 we wsi Prognoj – obecnie wieś Gierojskoje w obwodzie chersońskim, zm. 22 października 1992 w Chersoniu) – radziecki wojskowy, Bohater Związku Radzieckiego (1945).

## Życiorys
Był narodowości ukraińskiej. Po ukończeniu 7 klas pracował w kołchozie, od 1936 służył w radzieckiej Marynarce Wojennej, od czerwca 1941 uczestniczył w wojnie z Niemcami. Jako członek załogi krążownika „Czerwona Ukraina” Floty Czarnomorskiej brał udział w obronie Odessy i Sewastopola, od listopada 1941 walczył w 8 Brygadzie Piechoty Morskiej. Podczas obrony Sewastopola został ciężko kontuzjowany i dostał się do niewoli, z której zbiegł w marcu 1944, po czym walczył składzie 293 gwardyjskiego pułku piechoty 96 Gwardyjskiej Dywizji Piechoty 28 Armii 3 Frontu Białoruskiego, w którym został dowódcą oddziału w stopniu starszyny. 8 sierpnia 1944 wyróżnił się w walkach o Skorupki k. Sokołowa Podlaskiego, za co został odznaczony Orderem Sławy III klasy. 20 sierpnia 1944 uczestniczył w walkach o stację kolejową w Mostówce, gdzie wyróżnił się brawurą i został ranny. Odznaczono go za to Orderem Sławy II klasy. W październiku 1944 wyróżnił się w walkach o Stallupönen (obecnie Niestierow) w Prusach Wschodnich, za co otrzymał Order Sławy I klasy. Później brał udział w walkach o Królewiec, gdzie dowodzony przez niego pluton odparł ataki przeważających sił wroga. Po wojnie został zdemobilizowany, pracował jako bosman na statku antarktycznej flotylli „Sława”.

## Odznaczenia
- Złota Gwiazda Bohatera Związku Radzieckiego (29 czerwca 1945)
- Order Sławy I klasy (24 marca 1945)
- Order Sławy II klasy (5 października 1944)
- Order Sławy III klasy (5 września 1944)
- Order Bohdana Chmielnickiego III klasy
- Order Wojny Ojczyźnianej I klasy

I medale.